# Órdenes, condecoraciones y medallas de Tonga

Esta página refiere a las órdenes, decoraciones, y medallas de Tonga.

## Órdenes reales
|  | Real Orden de Pouono (Ko e Fakalangilangi 'o Pouono) Establecida alrededor de 1893, está dirigida a jefes de Estado extranjeros |
|  | Real Orden del Rey George Tupou I (Ko e Fakalangilangi 'o Kingi Sia'osi Tupou I ) - Orden inactiva Establecida entre 1875 y 1890 en 3 clases Knight Grand Cross, Knight Commander, Companion                                                            |
|  | Orden de la Reina Salote Tupou III (Ko e Fakalangilangi 'o Ma'olunga' o Kuini Salote Tupou III) Establecida el 28 de junio de 2008, en 4 clases: Gran Cruz de Caballero (KGQS), Gran Cruz (GCQS), Comendador (CQS), Miembro (MQS)                       |
|  | Real Orden de la Corona (Ko e Fakalangilangi 'o Kalauni' o Tonga) Establecida el 6 de abril de 1913, reorganizado el 31 de julio de 2008 en 4 clases: Knight Grand Cross, Grand Cross, Comendador, Miembro                                              |
|  | Real Orden Militar de San Jorge (Ko e Fakalangilangi Fakakaukau 'o Sa Sia'osi) Establecida en 2009 en 5 clases: Gran Cruz (GCStG), Gran Oficial (GOStG), Comendador (CStG), Oficial (OStG), Miembro (MStG) y 3 Medallas asociadas (oro, plata y bronce) |
|  | Real Orden del Fénix (Ko e Fakalangilangi 'oe Finiki) Establecida 2010 en una sola clase: Gran Cruz (GCOP) |
|  | Real Orden Familiar del Rey George Tupou V (Ko e Fakalangilangi Fale 'Alo' o Kingi Sia'osi Tupou V) Establecida en 2008 para damas reales |
|  | Orden de la Casa Real (Ko e Fakalangilangi Fale 'Alo) Establecida en 2009 en 5 clases; Gran cruz, Gran Oficial, Comendador, Oficial, Miembro y 3 medallas asociadas (oro, plata y bronce)                                                               |
|  | Real Orden de Oceanía (Ko e Fakalangilangi 'o 'Ousenia) Establecida en 2012 in 1 clase: Gran Cruz |